# Yamashita Ryoji
Ryoji Yamashita (sinh ngày 11 tháng 5 năm 2000) là một cầu thủ bóng đá người Nhật Bản.

## Sự nghiệp câu lạc bộ
Ryoji Yamashita đã từng chơi cho Vegalta Sendai.